# IAAF World Relays 2019 - Staffetta a ostacoli mista
La staffetta a ostacoli mista delle IAAF World Relays 2019 si è tenuta l'11 maggio. Ha visto la partecipazione di 7 squadre.

## Risultati

### Qualificazioni
Accedono alla finale le squadre vincitrici di ogni batteria e (Q) e i due migliori tempi (q).

#### Batteria 1
| Posizione | Paese     | Atleti                                                   | Tempo | Note |
| --------- | --------- | -------------------------------------------------------- | ----- | ---- |
| 1         | Giamaica  | Amoi Brown Andrew Riley Megan Tapper Ronald Levy         | 55"47 | Q    |
| 2         | Giappone  | Ayako Kimura Shunya Takayama Masumi Aoki Taio Kanai      | 56"13 | q    |
| 3         | Australia | Brianna Beahan Nicholas Hough Celeste Mucci Nick Andrews | 56"40 | q    |

#### Batteria 2
| Posizione | Paese              | Atleti                                                                   | Tempo   | Note |
| --------- | ------------------ | ------------------------------------------------------------------------ | ------- | ---- |
| 1         | Stati Uniti        | Sharika Nelvis Freddie Crittenden Queen Harrison Ryan Fontenot           | 55"09   | Q    |
| 2         | Francia            | Sacha Alessandrini Wilhem Belocian Laura Valette Pascal Martinot-Lagarde | 56"56   |      |
| 3         | Cina               | Shi Jiali Sun Zhenjiang Wu Yanni Zeng Jianhang                           | 57"54   |      |
| 4         | Papua Nuova Guinea | Adrine Monagi Mowen Boino Donna Koniel Daniel Baul                       | 1'07"32 |      |

### Finale
| Pos. | Paese       | Atleti                                                          | Tempo | Note                                     | Punti |
| ---- | ----------- | --------------------------------------------------------------- | ----- | ---------------------------------------- | ----- |
| 1    | Stati Uniti | Christina Clemons Freddie Crittenden Sharika Nelvis Devon Allen | 54"96 | Miglior prestazione personale stagionale | 8     |
| 2    | Giappone    | Ayako Kimura Shunya Takayama Masumi Aoki Taio Kanai             | 55"59 | Miglior prestazione personale stagionale | 7     |
|      | Australia   | Brianna Beahan Nicholas Hough Celeste Mucci Nick Andrews        | dq    | R162.8                                   | 0     |
|      | Giamaica    |                                                                 | dns   |                                          | 0     |